# Андрющенко, Сергей Александрович
Сергей Александрович Андрющенко (19 октября 1912, Новопавловка, Самарская губерния — 13 декабря 1980, Москва) — советский офицер, в годы Великой Отечественной войны — подполковник, начальник штаба 23-й стрелковой дивизии, Герой Советского Союза (1943). Генерал-лейтенант (1959).

## Молодость и довоенные годы

Могила Андрющенко на Кунцевском кладбище Москвы.

Родился 19 октября 1912 года в селе Новопавловка Селезнихинской волости Николаевского уезда Самарской губернии (ныне — Пугачёвского района Саратовской области). Русский. Окончил семилетнюю школу. До поступления на военную службу работал в учеником эконома молочной фермы в совхозе Саратовского коммунального треста.
В 1929 году призван в Красную Армию и по комсомольской путёвке поступил в Ульяновское военное пехотное училище имени В. И. Ленина, которое окончил в 1932 году. В 1935 году окончил курсы «Выстрел». В предвоенные годы служил командиром взвода, роты, начальником полковой школы, начальником штаба полка. Член ВКП(б)/КПСС с 1939 года.

## Великая Отечественная война
С июля 1942 года — начальник штаба 361-го стрелкового полка 156-й стрелковой дивизии с августа 1941 года вошедшей в состав 51-й отдельной армии. Принимал участие в оборонительных боях на Перекопе в Крымской оборонительной операции. 
На Северном Кавказе с декабря 1942 года — начальник штаба 7-й отдельной стрелковой бригады на Северо-Кавказском и Закавказском фронтах. На этих постах участвовал в оборонительном и наступательном этапах битвы за Кавказ, в-частности в  Туапсинской оборонительной, в Северо-Кавказской и Краснодарской наступательных операциях.
В начале мая 1943 года назначен начальником штаба 23-й стрелковой дивизии, которая начала формироваться в Степном военном округе. 9 июля 1943 года дивизия вступила в бой на Воронежском фронте, во главе её штаба хорошо себя проявил в Курской битве и в Сумско-Прилукской наступательной операции. Особую героизм и воинское мастерство проявил во время битвы за Днепр. Сначала внёс огромный вклад в успешный прорыв дивизии к Днепру и в успешное форсирование её с ходе и захват плацдарма в районе Канева. Когда в бою на плацдарме погиб командир дивизии генерал-майор А. И. Королёв, подполковник С. А. Андрющенко заменил его и целый месяц выполнял обязанности командира. за это время дивизия отразила сотни немецких атак, не только удержала свой участок плацдарма, но и значительно продвинулась вперёд, захватив выгодные рубежи. В конце октября передал дивизию новому командиру и вернулся на должность начальника штаба.
Указом Президиума Верховного Совета СССР от 25 октября 1943 года за успешное форсирование Днепра, прочное закрепление плацдарма на его западном берегу и проявленные при этом отвагу и геройство подполковнику Сергею Александровичу Андрющенко присвоено звание Героя Советского Союза с вручением ордена Ленина и медали «Золотая Звезда».
В декабре 1943 года был выдвинут на повышение и назначен начальником штаба 23-го стрелкового корпуса. До конца войны на этом посту сражался на 1-м, 3-м и 2-м Украинских фронтах. Участвовал в освобождении Украины, Польши, Венгрии, Чехословакии, разгроме врага на территории Австрии. Дважды тяжело ранен.

## Послевоенное время
После Победы продолжал руководить штабом корпуса до марта 1946 года, когда его направили на учёбу. В 1948 году С. А. Андрющенко окончил Высшую военную академию имени К. Е. Ворошилова. С мая 1948 года был старшим преподавателем на кафедре тактики высших соединений в этой академии. С июля 1951 года — командир 367-й стрелковой дивизии, с июня 1954 года — начальник противовоздушной обороны Северного военного округа, с декабря 1954 года — командир 73-й стрелковой дивизии в Северо-Кавказском военном округе (управление дивизии — г. Новороссийск), с августа 1957 по февраль 1959 года командовал 6-м армейским корпусом в Северо-Кавказском военном округе (штаб корпуса дислоцировался в Сталинграде). С февраля 1959 года — командующий 13-й армией Прикарпатского военного округа. С декабря 1961 года — первый заместитель командующего Южной группой войск (с перерывом в сентябре 1961 — сентябре 1962, когда был простым заместителем командующего). В 1968 году окончил Высшие академические курсы при Военной академии Генерального штаба. С июля 1968 года был генерал-инспектором инспекции Сухопутных войск. С мая 1974 года генерал-лейтенант С. А. Андрющенко — в отставке.
Жил в Москве. Умер 13 декабря 1980 года. Похоронен в Москве на Кунцевском кладбище (участок 9-3).

## Воинские звания
- старший лейтенант (1935);
- капитан (5.11.1938);
- майор (17.02.1942);
- подполковник (17.11.1942);
- полковник (18.11.1943);
- генерал-майор (3.08.1953);
- генерал-лейтенант (25.05.1959).

## Награды
- 25 октября 1943 год — звание Героя Советского Союза с вручением ордена Ленина и медали «Золотая Звезда» (за отвагу, мужество и умелое командование частями дивизии при форсировании Днепра, захвате и удержания плацдарма на западном берегу реки)
- Ордена:
  - 2 ордена Ленина (25.10.1943, 1954)
  - 2 ордена Красного Знамени (1942, 1950)
  - Орден Суворова II степени (1944)
  - Орден Кутузова II степени (1945)
  - Орден Красной Звезды (1945)
- Медали:
  - «За оборону Кавказа»
  - «За взятие Будапешта»
  - «За взятие Вены»
  - Другие медали
- Иностранные награды:
  - Орден Красного Знамени (Венгрия, 1955)
  - Чехословацкая медаль «За овладение Дукельским перевалом»

## Память
- Почётный гражданин города Братиславы (Словакия).
- Именем Героя был назван большой автономный траулер (БАТ) «Генерал Андрющенко», в период  1983 — 1994 годов входивший в состав Мурманского тралфлота.[2][3]

## Сочинения
- Андрющенко С. А. Начинали мы на Славутиче... — М.: Воениздат, 1979. — 288 с. с ил. (Военные мемуары). / Литературная запись Анатолия Полянского. // Тираж 65000 экз.
- Герой Советского Союза, генерал-лейтенант запаса С. Андрющенко. Берег левый, берег правый // Полем боя испытаны. Фронтовые эпизоды / сб., сост. И. М. Дынин, И. А. Скородумов. М., Воениздат, 1981. — Стр.39-45.
- Калашников К. А., Додонов И. Ю. Высший командный состав Вооружённых сил СССР в послевоенный период. Справочные материалы (1945—1975 гг.). Том 2. Усть-Каменогорск: «Медиа-Альянс», 2015. — ISBN 978-601-7378-65-3. — С.8—9.